# Džakar dzong
Džakar dzong ali Jakar Yugyal Dzong je dzong v  okraju Bumthang v osrednjem Butanu. Leži na grebenu nad mestom Džakar v dolini Čamkar v pokrajini Bumthang. Na mestu prejšnjega templja ga je zgradil lama Ngagi Vangčuk (1517–1554), aristokrat iz Ralunga, pra-pra oče Ngavang Namgjala, po njegovem prihodu v Butan, da bi razširil budistično verovanje Drugpa Kagjupa. Na mestu sedanjega stavbe je leta 1549 lama Ngagi Vangčuk zgradil majhen tempelj v obliki dzonga in ustanovil meniški center. Ta mali dzong se je imenoval Bjakar Dzong. Džakar dzong je eden največjih dzongov v Butanu, s površino preko 1500 m².:168
Ime Džakar izhaja iz butanske besede bjakhab, kar pomeni 'beli ptič' in se nanaša na zgodbo o ustanovitvi, po kateri je beli ptič pokazal pravo lokacijo za gradnjo samostana okoli leta 1549.:168

## Zgodovina
Po prihodu šabdrunga Ngavang Namgjala v Butan v 17. stoletju, je vladar Canga iz Tibeta Funtšo Namgjel dvakrat poslal vojsko, da bi uničil šabdrunga. Džakar dzong je pri tem utrpel poškodbe, vendar so ga guvernerji Trongse potem spet obnovili. Po smrti šabdrunga je vladar pokrajine Bumthang Čokhor poskušal združiti vse štiri doline Bumthanga, vendar mu je to vojaško preprečila vojska penlopa iz Trongse in Čokhor je moral zbežati v Tibet. Čokhor se je iz Tibeta leta 1679 vrnil s tibetansko vojsko, ki je bila utaborjena pod Džakar dzongom. Lokalno ustno izročilo pravi, da je bil iz dzonga sprožen strel, ki je ubil dva pomembna tibetanska vojaška poveljnika in tibetanska vojska je prestrašena pobegnila. Zato je ta dzong postal znan tudi pod imenom Džakar Tobgjal ('zmagoviti dzong'). V tem spopadu je bil dzong sicer močno poškodovan. V času 3. Desija Mindžur Tenpa je dzong doživel ponovno invazijo iz Tibeta, vendar so bili Butanci ponovno zmagoviti. Po tej zmagi se je dzong preimenoval v Džakar Jugjal Dzong ('zmagovita trdnjava belega ptiča').

## Obnova in posvetitev
Džakar dzong je bil sedež Jongzin Ngagi Vangčuka. Po prihodu Jab Tenpai Ndžima (1567 – 1613) je bil prvotni tempelj razširjen, kar je bila prva obnova kompleksa. Druga se je zgodila v času vladavine Mindžur Tenpa, ki jo je končal leta 1646. Leta 1683 je dzong obnovil Gjalsaj Tenzin Rabgaj, ki je na zahodni strani dodal Čhu dzong ('vodni stolp'). Rabgaj je dal dzong posvetiti in za prvega upravitelja (dzongpona) izbral moža po imenu Longva. Dzong je bil močno poškodovan v potresu leta 1897. Do konca stoletja ga je  obnovil prvi butanski kralj ob pomoči svoje sestre Aši Dečen Čoden. Dzong je utrpel poškodbe tudi konec 19. stoletja v vojni med penlopom iz Trongseja Dungkar Gjaltšenom in penlopom Džakarja Pemo Tenzinom. Obnovil ga je prvi in drugi dedni kralj Butana, Ugjen Vangčuk.
Posebnost Džakar dzonga je okoli 50 m visok stolp (utse), kar ga loči od ostalih podobnih. Okoli zunanjega zidu je mogoč obhod, ki je v primeru obleganja dzongskim prebivalcem dovolil dostop do vode. Je verjetno posledica zadnje obnove po potresu leta 1897. Gonkang je na zgornjem nadstropju stolpa. Glavni kip na tleh poleg lame Lakang je Dolma (tara) v spremstvu Čenrezi (Avalokitešvare) na levi in Mitukpe (Akšobja) na desni strani.
V Dzongu je okrožna uprava in od leta 1998 ponovno Drukpa (sekta Rdečih kap) menihi. Za turistične obiske dzonga je dostopno samo dvorišče.